# Crotalaria sylvicola
Crotalaria sylvicola är en ärtväxtart som beskrevs av Baker f.. Crotalaria sylvicola ingår i släktet sunnhampor, och familjen ärtväxter. Inga underarter finns listade i Catalogue of Life.